# Вольфганг Ліхтенштейнський
Вольфганг Ліхтенштейнський (нім. Wolfgang von und zu Liechtenstein, нар. 25 грудня 1934), повне ім'я Вольфганг Йоганнес Баптіст Євангеліст Ідлефонс Франц де Паула Йозеф Марія — принц Ліхтенштейнський, граф Рітберг, син принца Карла Алоїза Ліхтенштейнського та Єлизавети Ураської, посол князівства Ліхтенштейн у Берні в 1996—2001 роках.

## Біографія
Вольфганг народився на Різдво, 25 грудня 1934 року, у Граці. Він був четвертою дитиною та другим сином в родині принца Карла Алоїза Ліхтенштейнського та його дружини Єлизавети Ураської. Мав старших сестер Марію Йозефу та Франциску і брата Вільгельма Альфреда.
У віці 35 років побрався із 21-річною графинею Габріелою Басселє де ля Розе, донькою графа Франца Ксавера Басселє де ля Розе та Елеонори з Лобковіц. Цивільна церемонія вступу в шлюб відбулася 12 липня 1970 у комуні Ванг у Верхній Баварії.
Вінчання пройшло 18 липня у замку Ізарек, що належить родині нареченої з 1824 року. У подружжя народилося двоє дітей. 
У 1996—2001 був послом князівства Ліхтенштейн у Швейцарії, представляючи його в Берні.  Між іншим, у 1999 ним була підписана двостороння угода щодо транскордонних пасажирських перевезень, а також договір про взаємодію у питаннях нормативного регулювання в галузі телекомунікацій.
Як відданому поборнику на захисті інтересів  батьківщини і правлячого дому, а також за значний вклад у розвиток країни, Ганс-Адам II 8 січня 2010 нагородив його Великим хрестом Ордену «За заслуги».
Є членом ради директорів організації друзів Яд Вашем у Ліхтенштейні.

## Родина
Дружина — Габріела Басселє де ля Розе
Діти:
- Стефанія Єлизавета (нар.1976);
- Леопольд Франц (нар.1978) — одружений з Барбарою Вічарт.[8]